# Балиани, Джованни Баттиста
Джованни Баттиста Балиани (итал. Giovanni Battista Baliani), известный также как Жан-Батист Бальяни (1582[…] или 1582, Генуя — 1666[…], Генуя) — итальянский математик, физик и астроном.

## Биография
Джованни Баттиста Балиани' родился в городе Генуя. Он был губернатором города Савона в 1647—1649 годах и капитаном генуэзских лучников. В течение примерно 25 лет он время от времени переписывался с Галилеем о новейших теориях и экспериментах.
В Савоне, взобравшись на крепость Приамар, он повторил галилеевский эксперимент с Пизанской башней, получив более точные результаты, которые подчёркивали влияние сопротивления воздуха. Он также провёл опыт по превращению механического движения в тепло, нагрев горшок, полный воды, путём трения о металлическую плиту (путём быстрого вращения).
Балиани истолковал кометы как небесные тела, возможно родственные планетам (в отличие от Галилея).
Балиани в письме к Галилею в 1630 году, обсуждая насосы, высказал гипотезу о существовании атмосферного давления.
Его важнейший труд De motu naturali gravium, fluidorum et solidorum («О естественном движении тяжёлых тел, жидких и твёрдых») был опубликован в 1638 году. В нём он, в частности, впервые различал понятия веса и массы. Балиани уточнил закон инерции, указав, что при полном отсутствии внешних воздействий естественной траекторией движения тела является прямая (сам Галилей считал, что движение по окружности является естественным).
Балиани умер в Генуе в 1666 году.